# Control Machete
Control Machete var en mexikansk musikgrupp bildad 1996 i Monterrey, Nuevo Leon. Gruppens medlemmar, Fermín IV, Pato Machete, och DJ Toy Selectah, anses vara några av den mexikanska gangsterrappens pionjärer. Control Machete kombinerar rap, oldies och rap metal. 

## Diskografi
- Mucho Barato (1996)
- Artillería Pesada presenta (1999)
- Sólo Para Fanáticos (2002)
- Uno, Dos: Bandera (2003)